# Hamidou Bojang
Hamidou Bojang (* 6. Januar 1997 in Brikama) ist ein gambischer Fußballspieler, der als Verteidiger für den ASC Linguère spielt.
Er wurde in Brikama geboren und spielte Vereinsfußball für Brikama United und ASC Linguère. Sein Länderspieldebüt gab er 2016 für Gambia.